# Schwedische Badmintonmeisterschaft 1999
Die Schwedische Badmintonmeisterschaft 1999 fand Anfang Februar 1999 statt.

## Medaillengewinner
| Disziplin    | Gold                              | Silber                       | Bronze                          |
| ------------ | --------------------------------- | ---------------------------- | ------------------------------- |
| Herreneinzel | Rikard Magnusson                  | Henrik Bengtsson             | Daniel Eriksson                 |
| Herreneinzel | Rikard Magnusson                  | Henrik Bengtsson             | Tomas Johansson                 |
| Dameneinzel  | Margit Borg                       | Karolina Ericsson            | Johanna Holgersson              |
| Dameneinzel  | Margit Borg                       | Karolina Ericsson            | Marina Andrievskaia             |
| Herrendoppel | Peter Axelsson Pär-Gunnar Jönsson | Jens Olsson Niklas Johansson | Rikard Magnusson Mikael Rosén   |
| Herrendoppel | Peter Axelsson Pär-Gunnar Jönsson | Jens Olsson Niklas Johansson | Paul Ottosson Robert Larsson    |
| Damendoppel  | Kristin Evernäs Jenny Karlsson    | Anna Lundin Johanna Persson  | Jenny Oskarsson Ulrika Persson  |
| Damendoppel  | Kristin Evernäs Jenny Karlsson    | Anna Lundin Johanna Persson  | Jeanette Kuhl Christine Gandrup |
| Mixed        | Fredrik Bergström Jenny Karlsson  | Ola Molin Anna Lundin        | Paul Ottosson Ulrika Persson    |
| Mixed        | Fredrik Bergström Jenny Karlsson  | Ola Molin Anna Lundin        | Robert Larsson Margit Borg      |